# Турабек Хабібуллаєв
Турабек Хабібуллаєв Шукрилл-огли (узб. To'rabek Habibullayev Shukrillo o‘g‘li; 9 квітня 2004) — узбецький боксер, призер Азійських ігор.

## Аматорська кар'єра
2022 року став чемпіоном молодіжного чемпіонату світу.
На Азійських іграх 2022, що через пандемію коронавірусної хвороби пройшли 2023 року, здобув три перемоги, програв у півфіналі Тохтарбеку Танатхану (Китай) і отримав бронзову медаль.
На Олімпійських іграх 2024 переміг Еуміра Марсіаля (Філіппіни) і програв Арлену Лопесу (Куба).